# Boér Géza
Boér Géza (Torja, 1952. március 13. – Kézdivásárhely, 1989. január 23.) magyar pedagógus és költő.

## Életútja
Kézdivásárhelyen érettségizett 1971-ben. A Babeș–Bolyai Tudományegyetemen folytatott felsőfokú tanulmányokat magyar-francia szakon, 1975-ben szerzett diplomát. A kézdivásárhelyi líceumban tanított. Tagja volt a Gaál Gábor Körnek.
Verseit az Echinox, Igaz Szó, Utunk közölte. Verseskötetei: Hiányok térképe. (Forrás könyvek, Bukarest, 1980); Létlelet (Bukarest, 1989). Eredeti hangú, tudatosan újító költő volt, versépítkezése, életlátása rokonítja őt eszményképeivel, Arthur Rimbaud-val és Szilágyi Domokossal. A képmutatás korszakában vállalta önmagát.
Hagyatéka több száz kéziratoldal: vers, próza- és műfordítás-kísérletek. Ebből állt össze posztumusz kötete 2002-ben Sorskeresztrejtvény címen, e kötet mind verses, mind prózai hagyatékából válogat. A szöveget gondozta és az előszót írta Borcsa János. A kiadás helye: Kézdivásárhely.

## Művei
- Hiányok térképe. Versek; Kriterion, Bukarest, 1980 (Forrás)
- létlelet. Versek; Kriterion, Bucureşti, 1989
- Sorskeresztrejtvény. Vers és próza a hagyatékból; szöveggond., előszó Borcsa János; Ambrózia, Kézdivásárhely, 2002

## Emlékezete
- Tiszteletére a kézdivásárhelyi színjátszók fölvették a nevét: Boér Géza Népszínház.[2]
- Halálának 10. évfordulóján, 1999. januárban emlékkiállítást rendeztek a műveiből és a róla szóló munkákból Kézdivásárhelyen, a Báró Wesselényi Miklós Városi Könyvtárban.[3]